# Мирянин
Миря́нин (мн. миря́ни; грец. λαϊκός) — послідовник релігійного культу, який не є священником або монахом, той, хто живе світським життям .

## У православ'ї
У Православній Церкві особи, які є церковнослужителями, вважаються кліриками (нижчі клірики) і, таким чином, як і священнослужителі, не є мирянами.
Миряни мають право здійснювати (келійно) усі богослужіння, викладені в Часослові, а також здійснювати таїнство хрещення в разі крайньої потреби.

## У католицизмі
У Римській Церкві мирянами вважаються всі, хто не є священнослужителями, відповідно до рішень II Ватиканського Собору .

## У буддизмі
Відповідно до буддистського канону Типітаки мирянин (упасакі) — це людина, яка не прийняла чернечих обітниць і бере участь в годуванні ченців (підношення їжі).